# Adria Transport
Adria Transport d.o.o. (VKM: ADT) je slovinský nákladní železniční dopravce. Jedná se o společný podnik přístavu Koper (Luka Koper, d.d.) a rakouského dopravce Graz-Köflacher Bahn und Busbetrieb GmbH (GKB).

## Historie
Společnost byla založena v roce 2005. V září 2008 společnost získala licenci pro provozování drážní dopravy a stala se také držitelem osvědčení dopravce a může samostatně působit jako železniční dopravce. Společnost se soustřeďuje na provoz vlaků mezi přístavem Koper a Rakouskem.